# Rock'n'Road Movies
Rock'n'Road Movies é o quarto álbum de estúdio da cantora brasileira Danni Carlos, lançado em 2006.

## Lista de faixas
1. Mrs. Robinson
2. Kiss From A Rose
3. The fool On The Hill
4. Every You Every Me
5. Father And Son
6. Jumpin' Jack Flash
7. The Blowers Daughter
8. Iris
9. Born to Be Wild
10. How Deep Is Your Love
11. Sweet Dreams Are Made Of These
12. Moon River
13. You Can Leave Your Hat On
14. Let's Stay Together